# Alexandria (New Hampshire)
Alexandria ist der Name einer Town im Grafton County des US-Bundesstaates New Hampshire in Neuengland. Das U.S. Census Bureau hat bei der Volkszählung 2020 eine Einwohnerzahl von 1.776 ermittelt.
Sie wurde möglicherweise nach Alexandria in Virginia benannt, dem Ort der ersten Gouverneursversammlung in Amerika.

## Geographie

### Lage
Alexandria liegt im Westen der „Lakes Region“ von New Hampshire zwischen dem Mount Cardigan, dem Newfound Lake und dem Smith River. Es fällt nach Osten hin ab und ist hügelig mit einer breiten Bachaue im Osten.

### Nachbargemeinden
Im Norden Groton und Hebron, im Osten Bridgewater jenseits des Sees sowie Bristol, im Süden Hill, Danbury und Grafton und im Westen Orange.

### Gemeindegliederung
Alexandria und South Alexandria.

### Berge
Die westliche Grenze zu Orange verläuft über den Mount Cardigan, der der höchste Berg der näheren Umgebung ist, mit 952 Metern Höhe.

### Gewässer
Alexandria hat einen kleinen Uferanteil am Newfound Lake. Kurz vor seiner Mündung in diesen in Bristol nimmt der vom Mount Cardigan kommende Fowler River den Bog Brook auf, in den wiederum der Patten Brook, ebenfalls von Westen, fließt. Ein weiteres Gewässer im Süden ist der Foster Pond. Der Pine Hill Brook mündet bei South Alexandria in den Smith River, der teilweise die Grenze zwischen Alexandria und Hill bildet.

## Geschichte
Das Gebiet von Alexandria gehörte zu den Ländereien, die in der Mason’schen Landzuteilung von 1753 enthalten waren. Deren Eigentümer vergaben die Siedlungrechte für das spätere Alexandria im Jahre 1762. 20 Jahre später, 1782, erhielt Alexandria den Status einer eigenständigen Gemeinde. Vor und nach diesem Datum änderte sich jedoch der Zuschnitt des Gemeindegebietes mehrfach. Am 7. Juli 1773 wurde durch besagte Eigentümer des ursprünglichen Grants Alexandria ein Gebiet im Süden zugeschlagen. Es war vor dieser Zuteilung als Heidleburg (sic) bekannt und wurde danach teils so, teils als Alexandria Addition bezeichnet. Am 25. Juni 1779 wurde dieses Gebiet ebenfalls eine eigenständige Gemeinde unter dem Namen New London. Im Jahr zuvor, am 11. Februar 1778, wurde ein Teil von Alexandria mit einem Stück von New Chester zusammen zum späteren Bridgewater vereinigt. Am 18. Juni 1795 wurde der südliche Teil von Alexandria als Danbury unabhängig, und per Gesetz vom 7. Dezember 1820 wurde ein Teil von Orange zu Alexandria zugeschlagen. Im gleichen Monat ging ein Stück im Osten an New Chester, dessen verbleibende Reste das spätere Hill bildeten.
Alexandria hatte fruchtbare Flussauen auf etwa einen Zehntel seines endgültigen Gebietes. Die Besiedlung begann erst 1769, als die ersten drei Siedler kamen und begannen, den Wald zu roden. Eine Petition in Sachen Besteuerung von 1773 weist die Namen 32 Unterzeichnungsberechtigten auf. Sie hatte zum Thema, das die Besteuerung für den frühen Entwicklungszustand und gemessen an anderen Gemeinden in ähnlicher Situation zu hoch sei. 1818 wurde eine unionierte Kirche, von Methodisten und Baptisten, gegründet und gebaut. Der erste Laden in Alexandria wurde vor 1835 eröffnet. Zur Mitte des 19. Jahrhunderts gab es in Alexandria neun Säge- und der Kornmühlen und einen Wagenbauer. Das Postamt war im Kernort. Es gab zu dieser Zeit eine Methodisten- und eine Baptistengemeinde.
Eine Beschreibung von 1885 erwähnt, das Alexandria in neun Schulbezirke unterteilt war. Drei Lehrer und zehn Lehrerinnen unterrichteten 159 Schüler. Alexandria hatte zwei Postämter, Alexandria und South Alexandria, und schon damals eine öffentliche Bibliothek, die infolge einer Stiftung entstanden war. Drei Mühlen, eine davon dampfbetrieben, die anderen mit Wasserantrieb, sägten Schnittholz und produzierten Schindeln und Hobelware.

### Bevölkerungsentwicklung
| Jahr      | 1775 | 1786 | 1790 | 1800 | 1810 | 1820 | 1830 | 1840 | 1850 | 1860 |
| --------- | ---- | ---- | ---- | ---- | ---- | ---- | ---- | ---- | ---- | ---- |
| Einwohner | 137  | 291  | 298  | 303  | 409  | 707  | 1083 | 1284 | 1273 | 1253 |
| Jahr      | 1870 | 1880 | 1890 | 1900 | 1910 | 1920 | 1930 | 1940 | 1950 | 1960 |
| Einwohner | 876  | 828  | 679  | 630  | 571  | 502  | 412  | 396  | 402  | 370  |
| Jahr      | 1970 | 1980 | 1990 | 2000 | 2010 | 2020 | 2030 | 2040 | 2050 | 2060 |
| Einwohner | 446  | 706  | 1173 | 1334 | 1613 | 1776 |      |      |      |      |

Die Bevölkerung ist zu fast 98 % kaukasisch. Die restlichen zwei Prozent sind afrikanischer, asiatischer oder indianischer Herkunft oder geben mehr als eine Herkunft an. Die Geschlechterverteilung ist ausgeglichen, 74,3 % waren im Jahr 2000 zwischen 5 und 65 Jahren alt.

## Verwaltung und Städtische Einrichtungen
Der Gemeindeverwaltung steht ein Gemeinderat vor, bestehend aus drei Räten und einer Geschäftsführerin. Zur Verwaltung gehören das Steuerbüro mit einer Vollzugsbeamtin samt Stellvertreter, das Straßenbauamt, Freiwilliger Feuerwehr und Polizei. Zu letzterer gehört ein Tierschutzbeamter. Der Polizeichef ist auf Teilzeitbasis tätig und füllt ebenfalls die Rolle eines Notfallkoordinators aus. Die Gemeinde beschäftigt ferner Schatzmeister, Gesundheitsbeauftragten, einen Waldbrandwächter sowie zwei Moderatoren. Neben der Planungskommission gibt es Gremien für das Gemeindebudget, Recycling und Naturschutz. Alexandria verfügt über eine Recyclingstation, an der Papier und Metalle sortiert gesammelt werden, eine Bibliothek sowie eine Kirche. Medizinischer Notdienst erfolgt auf freiwilliger Basis, vergleichbar der Freiwilligen Feuerwehr. Das nächste Krankenhaus ist das 21 Meilen entfernte Speare Memorial in Plymouth. Es gibt keine öffentliche Wasserversorgung oder Abwasserentsorgung. Wasser kommt aus privaten Brunnen. Ebenso wird das Abwasser in privaten Tanks gesammelt.

## Wirtschaft und Infrastruktur
Es gibt im Ortsgebiet vier gewerbliche Betriebe mit insgesamt fünfzehn Angestellten. Das größte Unternehmen ist ein Betrieb zur Herstellung von schwimmenden Öl- und vergleichbaren Sperren.

### Verkehr
Alexandria hat keinen Bahn- oder direkten Autobahnanschluss. Die Staatsstraße NH 104, auch Ragged Mountain Highway genannt, führt durch South Alexandria und kreuzt in neun Meilen Entfernung den Interstate I-93.
Im nahegelegenen Bristol liegt der Newfound Valley Airport mit Asphaltpiste. Der nächste Flughafen mit Linienverkehr ist der Lebanon Municipal Airport im 64 Kilometer entfernten Lebanon, nächstgelegener Interkontinentalflughafen ist der 174 Kilometer entfernt gelegene Logan International Airport in Boston.

### Tourismus
Im Norden Alexandrias liegt der Newfound Lake, der zum Teil auf Gemeindegebiet liegt, ebenso wie der Cardigan Mountain State Park im Westen. In letzterem befindet sich eine Lodge des Appalachian Mountain Club, einer der ältesten Freizeitvereinigungen der USA. An touristischen Einrichtungen verfügt Alexandria über Strände und Yachthafen am Newfound Lake, Motorschlitten- und Langlaufpisten, Wanderwege im State Park und Campingplätze. Es bestehen Jagd- und Angelmöglichkeiten.

## Personen
- Luther C. Ladd, erster gefallener Soldat des amerikanischen Bürgerkrieges[2]